# Крістіна Оберґфелль
Крістіна Оберґфелль  (нім. Christina Obergföll, 22 серпня 1981) — німецька легкоатлетка, олімпійська медалістка.

## Виступи на Олімпіадах
| Олімпіада   | Дисципліна    | Місце             |
| ----------- | ------------- | ----------------- |
| Афіни 2004  | метання списа | 15 (кваліфікація) |
| Пекін 2008  | метання списа | 2                 |
| Лондон 2012 | метання списа | 2                 |
| Ріо 2016    | метання списа | 8                 |

На Олімпійських іграх 2008 року в Пекіні зуміла показати третій результат і здобула бронзову нагороду. Однак 13 вересня 2016 року стало відомо, що Міжнародний олімпійський комітет виніс рішення щодо чотирьох російських спортсменів, допінг-проби яких дали позитивний результат в ході перевірки аналізів літніх Олімпіад 2008 і 2012 років. Згідно з ним росіянка Марія Абакумова, що посіла друге місце була позбавлена срібної олімпійської нагороди, яка тепер перейде Крістіні Оберґфелль, а бронзу отримає британка Голді Сеєрс.